# Улица Матросская Тишина
Улица Матро́сская Тишина́ — улица в районе Сокольники в Москве. Проходит между улицей Гастелло и улицей Стромынка.

## Название
Пётр I на правом берегу Яузы построил парусную фабрику и при ней поселил матросскую слободу. В 1771 году фабрику перевели в Новгород, а в её зданиях был устроен Екатерининский матросский богаделенный дом для матросов-ветеранов. Так и появилось название улицы: матросская — потому что на ней жили матросы — ветераны и инвалиды, тишина — потому что была в отдалении от шумного центра города.
Здание богадельни сохранилось до наших дней, перед Матросским мостом, сейчас в нём располагается Московский государственный университет приборостроения и информатики (МГУПИ).

## Примечательные здания и сооружения

### По нечётной стороне
- № 9 — Церковь Благовещения Пресвятой Богородицы при бывших казармах Сапёрного батальона, построенная в 1903—1906 годах, автор проекта — Ф. М. Вержбицкий.
- № 15/17 — Сокольнический вагоноремонтно-строительный завод (СВАРЗ), основанный в 1905 году и специализирующийся на ремонте и производстве средств общественного транспорта.
- № 19 — корпуса 1—3, жилые дома в стиле конструктивизм, построенные в 1927—1928 годах по проекту архитектора М. И. Мотылёва[2].
- № 23/7 — жилой дом 1928 года постройки в стиле конструктивизм.
- № 23/7, строение 3 — жилой дом 1912 года постройки.

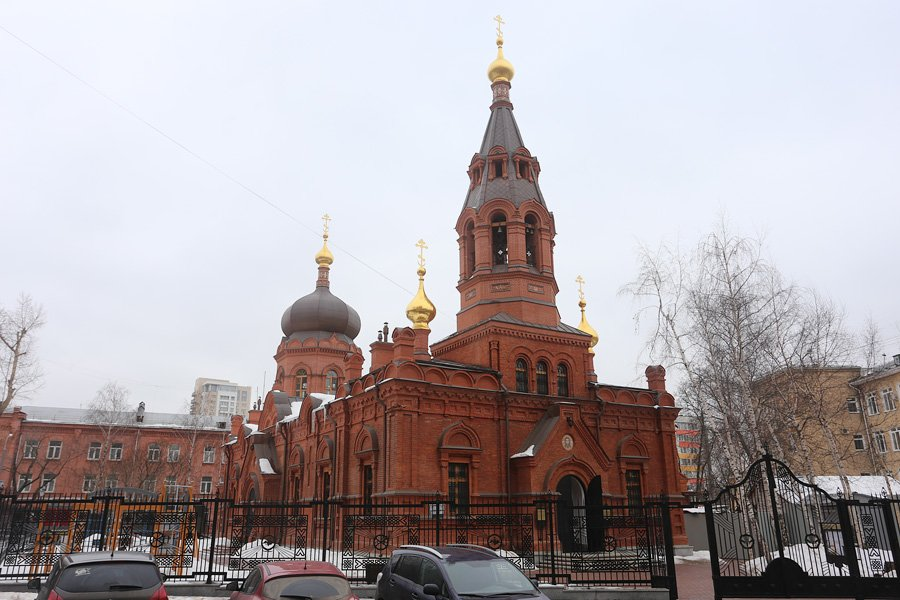
Благовещенская церковь
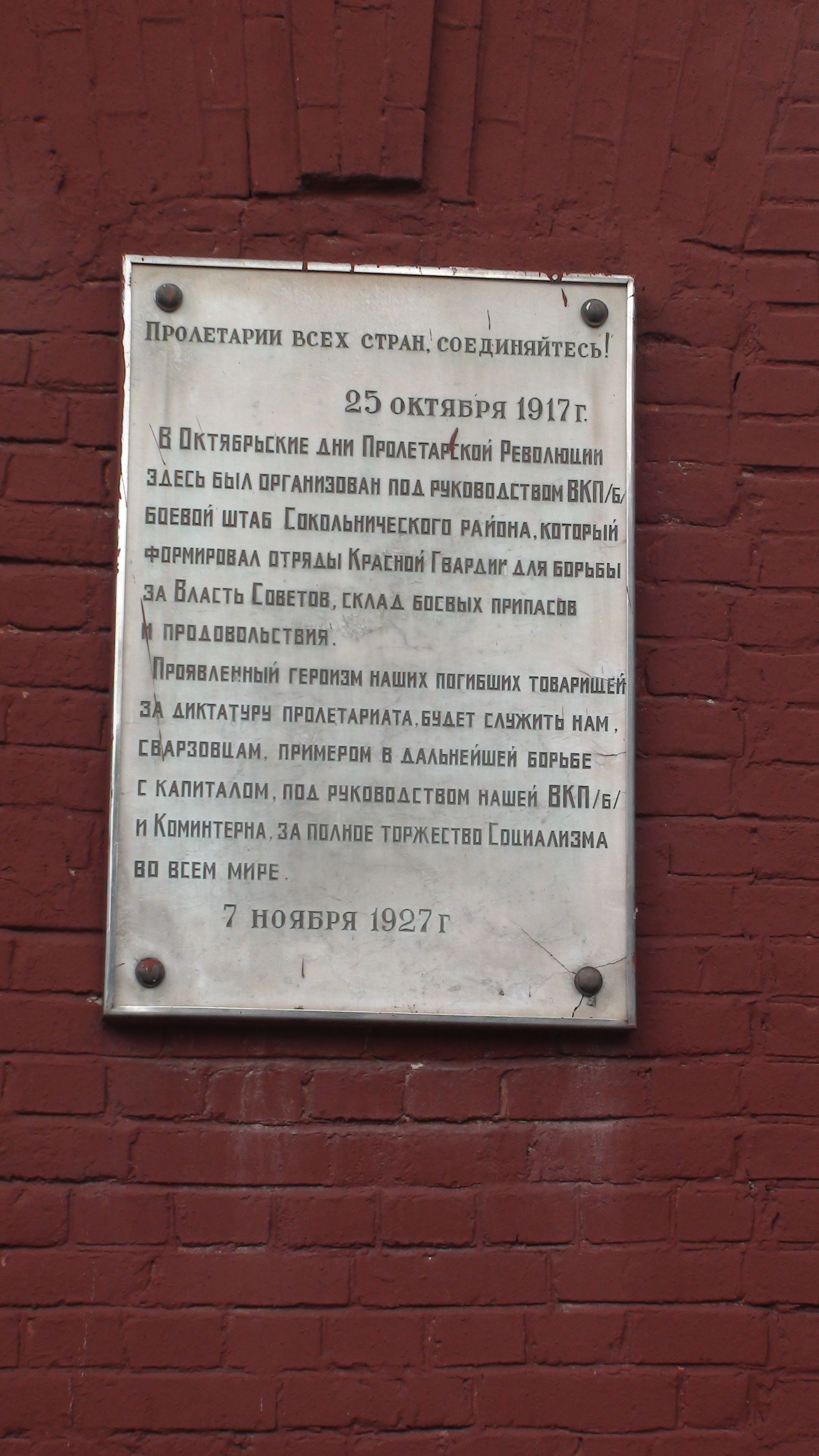
Ул. Матросская Тишина
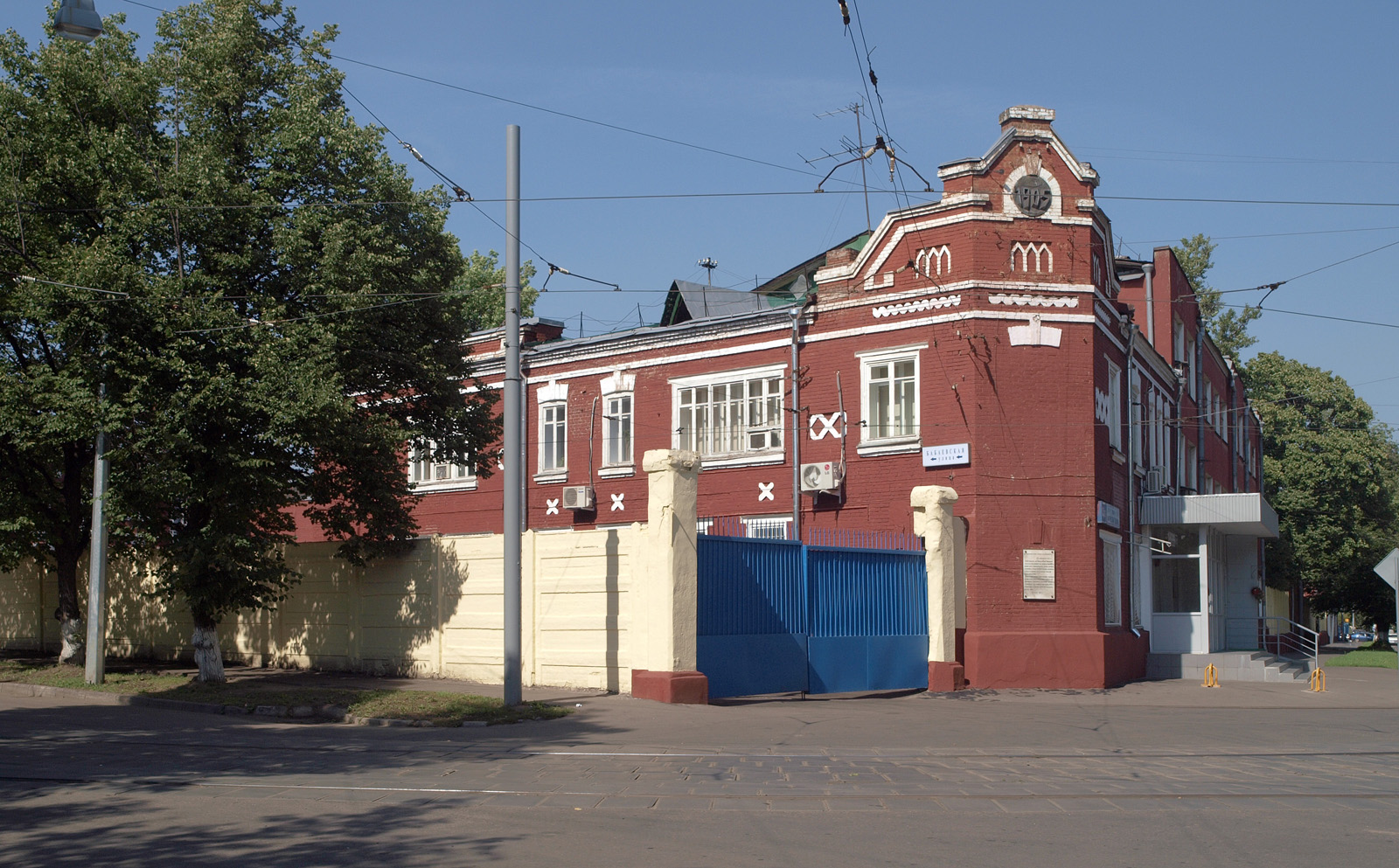
СВАРЗ

### По чётной стороне
- № 10, строение 1 — Сапёрные казармы. Осенью 2013 года одно из здание казарм (улица Матросская Тишина, 10, стр. 1), несмотря на протесты горожан[3], было незаконно снесено инвестором ОАО «494 УНР» ради освобождения территории под коммерческую застройку[4]. Часть комплекса казарм, воинский храм Благовещения Пресвятой Богородицы «что при Сапёрном батальоне», построенный в 1906 году на противоположной стороне улицы на средства военных, проживавших в этих казармах, был отреставрирован к 2014 году. Сохранившееся здание казарм (улица Матросская Тишина, 10, стр. 12) занимают Командование ВДВ РФ[5] и филиал ФГБУ «Центральное жилищно-коммунальное управление Министерства обороны Российской Федерации»[6].
- № 14 — Филиал № 1 Детской городской поликлиники № 52.
- № 16 — шестиэтажный многоквартирный жилой дом 1929 года постройки в стиле конструктивизм, архитекторы — А. Потапов и Т. Ларионов.
- № 18 — следственный изолятор № 1 города Москвы «Матросская тишина» (ФКУ «СИЗО-1 УФСИН России по г. Москве»).
- № 20 — Психиатрический стационар имени В. А. Гиляровского, старейшая психиатрическая больница в Москве, до 1920 года — Преображенская больница для душевнобольных, основанная 15 июня 1808 года как Московский доллгауз. Старейший и главный корпус больницы (строение 4) построен в 1804—1809 годах по проекту московского губернского архитектора И. А. Селехова, основная его часть сохранилась до наших дней, затем на протяжении XIX—XX веков на территории больницы были выстроены также другие больничные корпуса и хозяйственные постройки.

## Транспорт
По улице проходят автобусы 78, 975, ДП52.
От улицы Стромынка до депо имени Русакова проходит трамвайная линия. Трамваи, следующие из депо, производят посадку пассажиров на специальных остановках.
Ближайшие станции метро —  Сокольники,  Сокольники,  Электрозаводская,  Электрозаводская. Ближайшая железнодорожная платформа —  Электрозаводская.